# Hupda
Els hupda, jupda, hupdá-makú, hupdə o ubde són un poble indígena que habita a la conca alta del riu Negro al nord-occident de l'Amazònia, estat de l'Amazones (Brasil) i Departament de Vaupés (Colòmbia), sobretot als boscos a banda i banda del riu Papurí, al nord, i entre aquest i el riu Tiquié, al sud.

## Territori
Els hupda són caçadors-recol·lectors originalment nòmadas, designats per tant pels altres amb el nom genèric de "macú". Són una 1.500 persones que viuen en diferents grups locals de 10 a 70 individus, del costat brasilero en el municipi de São Gabriel da Cachoeira, a les àrees indígenes multiètniques Yauareté II i Pari Cachoeira I al nord del riu Tiquié i del costat colombià en el resguardo indígena multiètnic Part Oriental del Vaupés, en Igarapé Inambú, Piracuara i Sao Joaquim-Acaricuara.

## Manera de vida
Cacen amb sarbatana, dards amb curare i arc i fletxa, cérvols, pecarís, micos, agutís, lapes i aus. esquen amb paranys, candelera i també amb arc i fletxa. Recol·lecten granotes, formigues, larves de coleòpters ("mojojoy"), mel, tubercles i gran diversitat de fruits. Practiquen la horticultura itinerant en petita escala en chagras amb diversitat d'espècies, en les quals predomina la iuca amarga, al costat de nyam, coca i fruiteres, entre d'altres.
Fabriquen els seus hamacas i canastres, un dels quals ("aturá" o mayn) usat per a càrrega, és fabricat per les dones d'un bejuco i usat per a intercanviar per objectes elaborats per indígenes d'altres ètnies o d'origen industrial.
Viuen en campaments o cases sense parets amb sostre de palla de fulles de palmes. Són coneguts regionalment com peoná, nom d'origen tucano que significa "amos dels camins", al·lusió al seu nomadisme i al fet que no viatgen de canoa, com tots els altres indígenes de la regió, sinó a peu, pels viaranys.
Tradicionalment conviuen en grup, entre 20 i 35 persones - unes sis llars. Cada llar es compon de marit, esposa o esposes, fills solteiros i parents eventuals del marit o de les esposes. En general, cada unitat domèstica posseeix un fogó propi entorn del qual es reuneixen per a menjar i dormen.
Cada grup local posseeix en mitjana 8 campaments de caça en un radi de 7 a 10 km. Un xaman o "payé" (kədʔɨh) s'encarrega de vetllar per la salut del grup i enfrontar espirutualmente als enemics i se suposa que en els somnis pren forma de jaguar per a viatjar i saber.
Un conjunt de grups locals a una distància entre si d'un dia de camí, formen un gran grup regional. Els Jupda conformen almenys tres grups regionals, d'unes 260 persones cadascun, separats entre si per cursos d'aigua navegables, els marges de la qual són ocupades per "indis de riu" (principalment tucanos). Els adults d'un mateix grup regional es coneixen tots pel nom i saben amb precisió les relacions que els uneixen, la qual cosa contrasta amb el coneixement precari que posseeixen de la gent de grups de les altres regions.
El grup regional és endogàmic, en canvi dins d'ell, cada clan és exogàmic ja que es considera impropi el matrimoni o les relacions sexuals entre persones del mateix clan. Això es correlaciona amb una de tipus dravídic que considera ideal el matrimoni entre cosins creuats (kɔt tog i kɔt tæh) i en canvi prohibeix el matrimoni entre cosins paral·lels.
El ritual i esdeveniment social més freqüent entre els hupda és el dabakuri, la motivació del qual és el lliurament d'un grup local a un altre o d'una família a una altra o entre afins, d'un regal (per exemple fruits silvestres, "fariña" de iuca, carn de cacera o peix). Se suposa la reciprocitat, encara que generalment és motiu per a un esdeveniment posterior. Es consumeix chicha o licor fermentat de iuca. S'improvisen discursos, es balla, els homes interpreten flautes i tambors i les dones canten.
La interrelació dels hupda amb els altres grups humans tendeix a ser asimètrica, de manera que treballen per als altres i tradicionalment per a indígenes de la família tucano a canvi d'aliments i objectes, per la qual cosa se'ls designava com "macú de tucano". La colonització del seu territori ha causat destrucció del seu hàbitat i provocat multiplicat les malalties contagioses, especialment la malària. Actualment hi ha tendència de diversos grups a sedentarizarse, la qual cosa genera nous problemes de salut i de nutrició.

## Llengua
La llengua dels hupda o húpüd /hup ʔɨdn/, pertany a la família makú-puinave, dins de la qual integra el grup Nadahup, juntament amb les llengües dels Dâw (75% de cognats) i els nadëb (50% de cognats). Registra tres dialectes: menaidã (oriental o abajeño), central i, poraidã (occidental o arribeño). Comparteix el 90 per cent del vocabulari amb la llengua dels Yuhup, que habiten entre els rius Tiquié, Taraira i Apaporis.